# Sisters with Transistors
Sisters with Transistors es un documental estadounidense de 2020 dirigido por Lisa Rovner en su debut como directora. Se estrenó en el Festival de Cine South by Southwest de 2020 y posteriormente se proyectó en el AFI Fest. Metrograph Pictures adquirió los derechos del documental.

## Argumento
Es un documental musical sobre los orígenes de la música electrónica desde la perspectiva femenina de aquellas mujeres que participaron activamente y con gran notoriedad, aunque desconocidas para la gran mayoría, en la creación de dicho género. Compuesto por los testimonios de las partícipes, cuenta con un amplio material de archivo. 
Esta película remarca la impronta de las protagonistas en la composición contemporánea y su importancia soterrada en la creación de este nuevo género. 
Estas precursoras encontraron, gracias a la síntesis electrónica y a las máquinas, un espacio de libertad y creatividad que el mundo de la música tradicional, dominado históricamente por hombres, no les permitía. Este nuevo género, que en ese entonces seguía siendo un nicho, fue para estas mujeres el reducto donde expresarse y las ayudó a ser partícipes de la creación de una nueva expresión musical, que hoy ya se entiende como un género popular.

## Reparto
Narrado por Laurie Anderson, las diez artistas que aparecen en el documental son Maryanne Amacher, Bebe Barron, Suzanne Ciani, Delia Derbyshire, Pauline Oliveros, Daphne Oram, Éliane Radigue, Clara Rockmore, Wendy Carlos y Laurie Spiegel. 

## Recepción
Sisters with Transistors recibió una gran acogida por parte de la crítica. Charlie Brigden, de Rogerebert.com, le otorgó cuatro estrellas y señaló que el documental "a menudo se siente menos como una película y más como un manifiesto". La narrativa, la banda sonora futurista y el aspecto vanguardista de la película fueron muy elogiados. Glenn Kenny, del New York Times, describió la película como "informativa" y "fascinante".  Los críticos de NME y Slate también le otorgaron cuatro estrellas y reseñas positivas.  